# Azzo von Gobatsburg

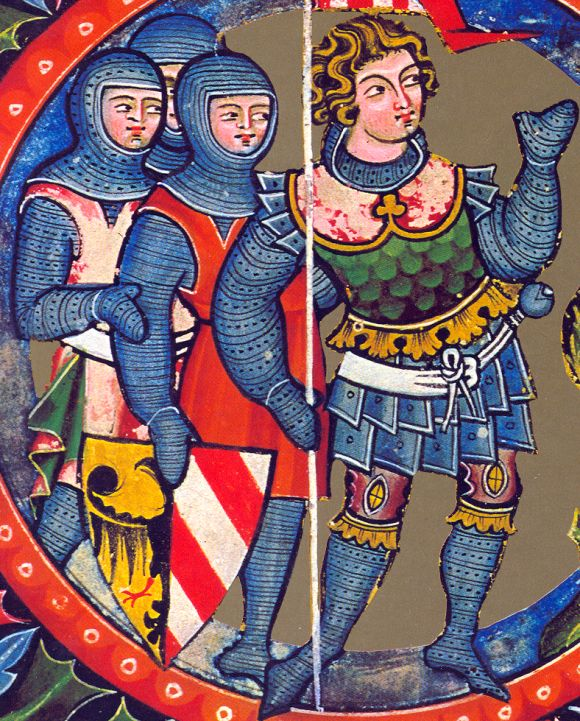
Azzo von Gobatsburg mit drei Knappen. Detail aus dem Kuenringer-Stammbaum, fol. 8r der Zwettler „Bärenhaut“

Azzo von Gobatsburg († um 1100) gilt als Stammvater der Kuenringer. Die erste urkundliche Erwähnung stammt aus dem Jahr 1059. Der Beiname „von Gobatsburg“ taucht das erste Mal 1074 auf.
Einer Sage nach soll Azzo dem Markgrafen von Österreich Leopold II. zur Hilfe geeilt und von diesem nach einem Sieg über die Böhmen zum Marschall ernannt worden sein. Allerdings ist es wahrscheinlicher, dass diese Geschichte aufgebracht wurde, als die Kuenringer schon zu einem bedeutenden Ministerialengeschlecht geworden waren.
Seine Söhne waren Ansalm, Nizzo und Albero.